# Taeniura
Taeniura is een klein geslacht uit de familie van pijlstaartroggen (Dasyatidae), orde Myliobatiformes. Voorheen werden de soorten uit het geslacht Taeniurops ook tot dit geslacht gerekend.

## Soorten
- Taeniura lessoni (Last, White & Naylor, 2016)
- Taeniura lymma (Forsskål, 1775) – Blauwgespikkelde pijlstaartrog.

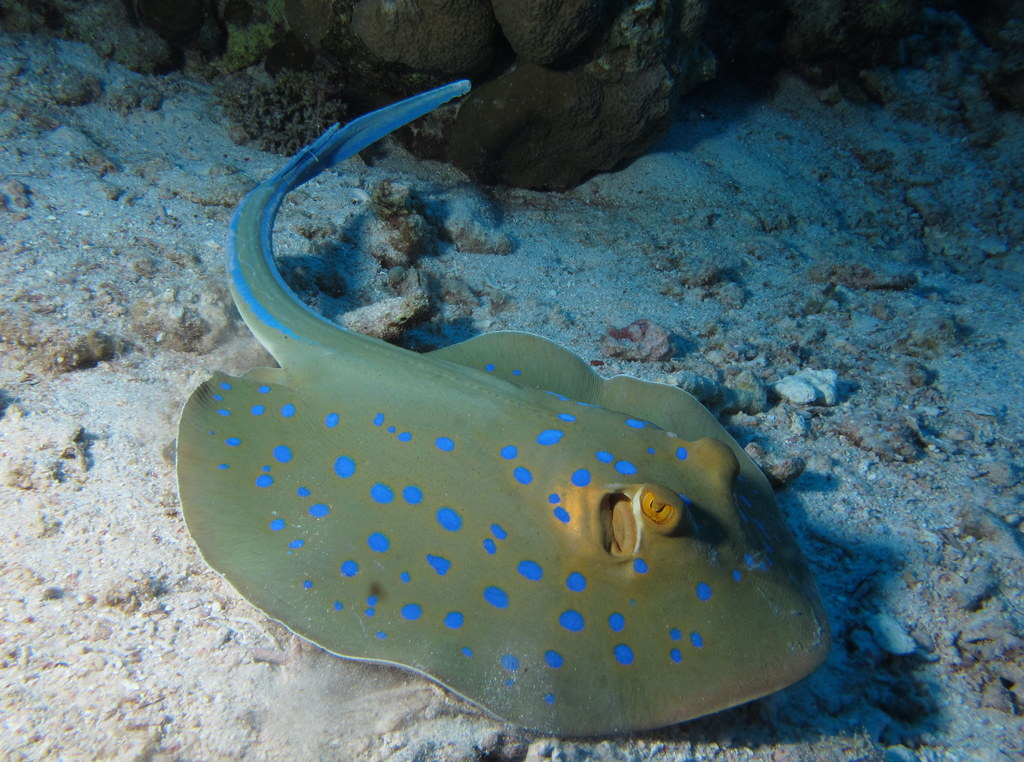
Blauwgespikkelde pijlstaartrog. (Taeniura lymma)